# Кедров-Зіхман Оскар Карлович
Кедров-Зіхман Оскар Карлович (нар.12 грудня 1885, Тукумс, Курляндська губернія — пом.12 лютого 1964, Москва) — радянський вчений, агрохімік. Академік ВАСГНІЛ (з 1935).

## Життєпис

### Родина
Народився 12 грудня 1885 року в сім'ї тукумського селянина.

### Навчання
Оскільки сім'я переїхала до Златополя, Оскар-Гейнріх-Адольф Зіхман 1896 року почав навчатися у підготовчому класі Златопільської чоловічої гімназії, яку успішно закінчив (випуск 1905 року, атестат № 832).
Подальшу освіту здобував в Київському університеті (диплом хіміка від 1913 року).

### Трудова діяльність
Працював агрономом-практикантом Департаменту землеробства (1913-1914) і Київського губернського земства (1914-1915), агрохіміком Миронівської селекційно-дослідної станції (1915-1917). Асистент Київської обласної сільськогосподарської дослідної станції (1917-1920). Заступник завідувача Київським Губземвідділом і завідувачем відділом сільськогосподарської освіти Губпрофосвіти; асистент Київського політехнічного інституту (1920-1921). Викладач (1921-1923), завідувач кафедрою агрономічної і органічної хімії, декан робітфаку, декан агрофаку і заступник ректора Горецького СГІ (1923-1931), одночасно керівник групи фосфору НДІ добрив (1930-1931). Завідувач кафедрою агрохімії Московського інституту рослинництва (1930-1941). Керівник лабораторії вапнування ґрунтів ВНДІ добрив, агротехніки і агроґрунтознавства (1932-1964), одночасно заступник голови секції агрохімії ВАСГНІЛ (1935-1950), член Ради наукової експертизи Держплану СРСР (1945-1946).

### Наукові здобутки
Розробив ряд важливих напрямів у агрохімії і ґрунтознавстві. Одним з перших в СРСР розгорнув роботу зі всебічного вивчення питань вапнування кислих ґрунтів і його впровадження в практику. Організатор і керівник лабораторії вапнування ґрунтів при ВНДІ добрив і агроґрунтознавства. Розробив різні прийоми підвищення ефективності вапняних добрив і поєднання вапнування із застосуванням органічних добрив і мікроелементів. Сформулював основне теоретичне положення сучасного вапнування. Довів, що вапнування ґрунтів сприяє переходу в доступний для рослин стан різних поживних речовин. Була показана можливість широкого застосування величезних запасів доломітового борошна і доломітизованих вапняків, а також різних магнієвмісних відходів промисловості, що дозволило не тільки розширити асортимент вапняних препаратів майже вдвічі, але й вирішити проблему зниження кислотності піщаних і супіщаних дерново-підзолистих ґрунтів.
Автор близько 200 наукових робіт, в тому числі 8 монографій.
- Доктор сільськогосподарських наук — 1934
- Доктор хімічних наук — 1936
- Професор — 1923
- Академік ВАСГНІЛ — 1935

### Останні роки життя
Помер 12 лютого 1964 року у Москві і похований на Новодівочому цвинтарі.

## Сім'я
Дружина — Ольга Едмундівна, (1894—1970), кандидат сільськогосподарських наук, співробітник Всесоюзного інституту агротехніки і агроґрунтознавства.

## Вибрані наукові праці
- Вапнаванне глеба у БССР. Мн., 1951. (біл.)
- Известкование почв и применение микроэлементов. М.: Сельхозгиз, 1957. (рос.)
- Основные вопросы известкования дерново-подзолистых почв Советского Союза. М., 1957. (рос.)

## Нагороди
- Заслужений діяч науки Республіки Білорусь
- Орден Леніна 1954 року
- Орден Трудового Червоного Прапора 1944 та 1949 років
- Орден Знак Пошани 1940 року
- 2 медалі СРСР
- Велика срібна медаль Всесоюзної сільськогосподарської виставки